# 최적통화지역
최적통화지역(optimum currency area (OCA) or optimal currency region (OCR))은 단일통화를 사용하는 것이 가장 경제적으로 효율적인 지역이다. 같은 화폐를 사용하면 환전 부담이 줄어들지만, 독자적인 통화 정책을 펼 수 없는 문제가 생긴다. 대표적으로 유로화는 유럽연합이 단일통화를 사용하면 경제적으로 발전할 것이라는 생각에서 도입되었다.

## 최적통화지역의 요건
자유로운 노동시장 이동이 가능하거나, 재정을 통해 취약한 지역을 도울 수 있거나, 경제가 유사하다면 최적 통화를 사용하기에 좋다고 가정된다. 노동자의 이동이 가능하면 최적통화지역을 이루는데 도움이 되는데, 어떤 지역에 실업률이 높아진다면, 실업자가 다른 지역으로 이주하는 방식으로 실업률이 완화될 수 있다.

## 사례

### 유럽 연합
유럽 연합에서는 자유로운 노동자의 이주 권리가 있지만, 언어가 다르고 국적이 다르기 때문에 실제로 일자리가 부족한 국가에서 외국으로 이주하는데 장벽이 존재한다. 또한 나라가 다르기 때문에 재정 이전이 적다. 동일한 재정적 특징을 유지하기 위해 정부 적자 및 부채에 대한 규율을 공유하는 안정과 성장에 관한 협약을 채택하였다. 결국 유로존 위기가 닥치자 구제금융을 하는 방식으로 그리스에 일부 재정을 이전했으며, 현재까지 유로존 축소 없이 운영하고 있다.  일부 유럽 연합 국가들은 유로존에 가입하지 않고 자기나라의 고유한 통화를 사용하고 있다.

## 같이 보기
- 경제 통화 동맹
- 먼델-플레밍 모형
- 2007~2008년 세계 금융 위기
- 그리스 국가 부채 위기